# Scarecrow (2013)
Scarecrow (Brasil: Espantalho Assassino ) é um telefilme norte-americano do gênero terror, dirigido por Sheldon Wilson. Lançado em 2013, foi protagonizado por Lacey Chabert.